# 1Password
1Password 是一个由AgileBits公司开发的密码管理软件。它能用来存放各种不同的密码，除普通登录密码外，信用卡、软件许可证等信息也可一同存放在经PBKDF2加密的虚拟保险箱里，默认情况下，此加密保管库会存储在1Password的服务器上。

## 主密码与安全密钥
当用户注册1Password时，会被要求为自己的1Password账户设置一个主密码（Master Password），当完成注册后，系统会要求用户下载一份含有自己账户的安全密钥（Secret Key）（该密钥由系统生成）的急救包（Emergency Kit）（这是一份默认为.PDF格式的文件）。在任何一台新设备上使用1Password时，都需要输入正确的1Password用户名、主密码和安全密钥才能够登录。

## 密码文件同步
1Password可以在本地存放密码，不与任何远程服务器接触。也可以选择与Dropbox（全平台），本地Wi-Fi（全平台），或iCloud（仅Mac与iOS设备）同步。。同时也可以选择通过订阅付费使用由1Password.com提供的的数据同步服务，数据将加密存储于远程服务器中。

## 浏览器扩展程序
1Password浏览器扩展程序可用在Edge、Firefox、Chrome、Safari、Brave等主流网络浏览器上，实现自动填充，提示记住新密码等功能。

## 公司历史
2019 年 11 月 14 日，1Password 宣布与风险投资公司 Accel 建立合作伙伴关系，后者在 A 轮融资中投资了 2 亿美元，并获得了该公司的少数股权。这是 1Password 历史上的第一笔外部融资，也是 Accel 迄今为止最大的单笔投资。
2021 年，1Password 收购了荷兰网络安全公司 SecretHub。它还以 20 亿美元的估值筹集了 1 亿美元的B轮融资。

## 外部連結
- 官方网站